# Verdadeira Igreja Ortodoxa
Verdadeira Igreja Ortodoxa (inglês: True Orthodox church - TOC; russo: Истинно-православная церковь), Verdadeiros Cristãos Ortodoxos,  Verdadeira Ortodoxia ou Ortodoxia Genuína, muitas vezes pejorativamente "Zelotismo",  designa grupos de Igrejas Ortodoxas tradicionalistas que cortaram a comunhão desde 1920 com as Igrejas Ortodoxas por várias razões, como a reforma do calendário, o envolvimento das principais Igrejas Ortodoxas no ecumenismo ou a recusa em se submeter à autoridade das principais Igrejas Ortodoxas. A verdadeira Igreja ortodoxa na União Soviética também era chamada de Igreja da Catacumba. Os Verdadeiros Ortodoxos na Romênia, Bulgária, Grécia e Chipre são geralmente chamados de Velhos Calendaristas.

## História
O Calendário Eclesiástico Reformado (Calendário Juliano Revisado) foi adotado pelas Igrejas Ortodoxas da Grécia e da Romênia em 1924. No momento dessa adoção, a Verdadeira Ortodoxia começou como Veterocalendarismo. Os verdadeiros Ortodoxos eram apenas leigos e monges até 1935, quando três bispos da Igreja da Grécia se juntaram ao movimento na Grécia. Em 1955, um Bispo da Igreja Ortodoxa Romena juntou-se ao movimento na Romênia. Na União Soviética, os Verdadeiros Ortodoxos começaram em 1927-1928 quando alguns Cristãos Ortodoxos, entre os quais alguns eram "Bispos mais antigos e respeitados", romperam a comunhão com o Patriarcado de Moscou.
O movimento Verdadeiro Ortodoxo permaneceu unido na Romênia. No entanto, na Grécia em 1937, os Antigos Calendaristas gregos "se dividiram"; a razão para sua divisão é uma discordância sobre se os sacramentos realizados por membros de Igrejas que adotaram o calendário reformado são válidos ou não.
Em 1971, a ROCOR tentou unir as facções dos Antigos Calendaristas gregos, mas falhou. Em 1999, os grupos mais importantes de antigos calendaristas gregos eram os Crisostomitas, os Mateuitas e os Ciprianitas.
Depois que a ROCOR abriu suas primeiras paróquias em 1990 na Rússia, muitos cristãos da Igreja da Catacumba se juntaram a elas.